# یاشچوو
یاشچوو (به لاتین: Jaszczów) یک روستا در لهستان است که در گمینا میلیوو واقع شده‌است. یاشچوو  ۹۱۷ نفر جمعیت دارد.